# Венчурні операції
Венчурні операції — (від англ. venture — ризиковане підприємство) — грошові операції й операції з цінними паперами, пов'язані з кредитуванням і фінансуванням технічних нововведень, наукових досліджень і розробок, впровадженням винаходів і відкриттів. Такі операції проводяться в основному інвестиційними банками і пов'язані з високим ризиком.